# Japanischer Engelhai
Der Japanische Engelhai (Squatina japonica) ist ein bodenbewohnender Hai, der im Pazifik im Küstenbereich von Japan, China und Taiwan vorkommt. Mit einer Maximallänge von bis zu zwei Metern ist er der größte Engelhai, über seine Lebensweise liegen allerdings kaum Daten vor.

## Aussehen und Merkmale
Der Japanische Engelhai erreicht eine maximale Körperlänge von bis zu 200 cm. Wie bei anderen Engelhaien ist der Rumpf stark abgeflacht mit sehr breiten Brustflossen, wodurch die Tiere in der Gestalt eher wie lange Rochen wirken. Die Brustflossen sind jedoch deutlich vom Rumpf abgesetzt, während sie bei den meisten Rochen ansatzlos in den Körper übergehen. Sie haben zwei Rückenflossen und besitzen keine Afterflosse. Der Körper hat eine rost- bis schwarz-braune Rückenfarbe mit dicht gestreuten kleinen schwarzen und wenigen hellen Flecken. Hinter dem Kopf bis zum Ansatz der Bauchflossen befinden sich zudem größere und paarig angelegt dunkelrotbraune Flecken. Die Unterseite ist weiß mit dunkler Umrandung der Flossen und des Schwanzes. Auf dem Schnauzenbereich und in anderen Kopfbereichen befinden sich leicht vergrößerte Dornen, die Gesamtoberfläche ist durch Dentikel rau, außerdem befinden sich auch auf dem Rücken Dornen in einer Reihe an der Mittellinie.
Die Augen liegen auf der Kopfoberseite mit einer konkaven Fläche zwischen den Augen, das Maul ist endständig, die äußeren Nasenöffnungen sind mit kurzen Barteln versehen. Die Spritzlöcher sind groß. Die Anzahl der seitlich, unten liegenden Kiemenöffnungen beträgt fünf. Die Nasenklappen und die Barteln sind nur leicht gefranst oder glatt gerandet.

## Verbreitung

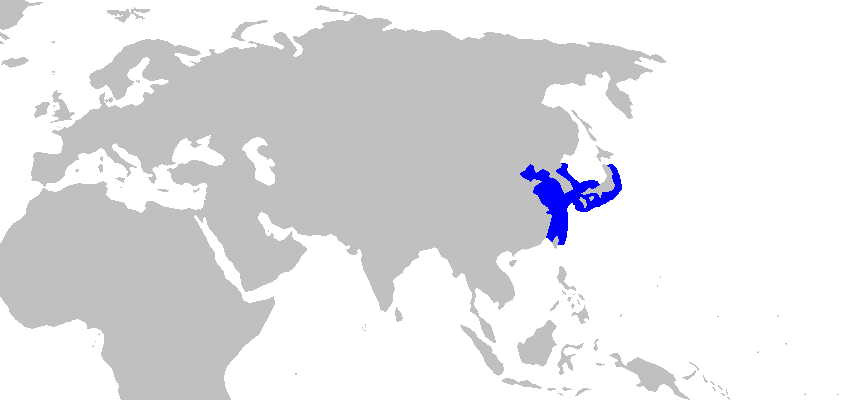
Verbreitung des Japanischen Engelhais

Das Verbreitungsgebiet des Japanischen Engelhais befindet sich im Küstenbereich des Pazifik im Bereich von Japan, China und Taiwan bis in eine Tiefe von 300 Metern.

## Lebensweise
Über die Lebensweise des Japanischen Engelhais liegen nur wenige Daten vor. Wie andere Engelhai ernährt er sich wahrscheinlich vor allem von kleinen Knochenfischen, Weichtieren und Krebsen, die er als Lauerjäger auf dem Boden liegend erbeutet. Wie alle Engelhaie ist er ovovivipar – die Eier werden im Muttertier ausgebrütet, bevor die Jungtiere lebend geboren werden.

## Gefährdung
Die International Union for Conservation of Nature (IUCN) stuft diesen Hai als gefährdet („Vulnerable“) ein. Der Hai wird nicht gezielt befischt, jedoch vor allem als Beifang in der Boden- und Schleppnetzfischerei gefangen, die in seinem gesamten Verbreitungsgebiet durchgeführt wird; einzelne Individuen wurden auf Fischmärkten im nördlichen Taiwan, in China und in Japan nachgewiesen. Die Einordnung als gefährdete Art erfolgte trotz der geringen Kenntnisse zur Art durch den Vergleich mit anderen Engelhaien, bei denen Populationsrückgänge von mehr als 80 % für Gebiete mit hohem Fischereidruck nachgewiesen wurden.

## Belege
1. 1 2  Squatina japonica in der Roten Liste gefährdeter Arten der IUCN 2010. Eingestellt von: Walsh, J.H. & Ebert, D.A., 2008. Abgerufen am 18. Dezember 2010.